# Christianisme baptiste au Canada
Le christianisme baptiste au Canada est une des confessions évangéliques de ce pays. Les principales associations baptistes sont les Ministères baptistes canadiens,  l'Association des Églises baptistes évangéliques au Canada, la Convention nationale baptiste canadienne et la Conférence générale baptiste du Canada.

## Histoire
Le christianisme baptiste au Canada a ses origines dans une mission américaine à Sackville (Nouveau-Brunswick) en 1763. La première église baptiste a été fondée le 29 octobre 1778 à Wolfville en Nouvelle-Écosse  , .

## Confessions baptistes

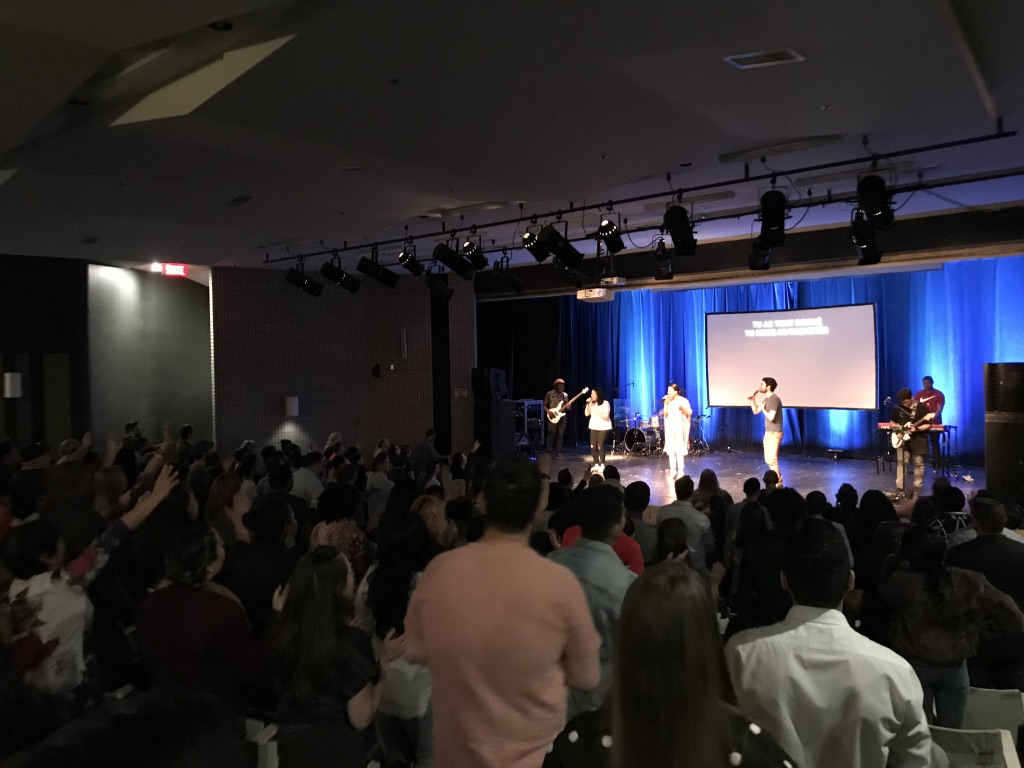
Service à La Chapelle de Montréal, affiliée à la Convention nationale baptiste canadienne.

Plusieurs conventions baptistes ont été fondées. Celles qui comptent le plus de membres sont les Ministères baptistes canadiens fondés en 1944, l'Association des Églises baptistes évangéliques au Canada fondée en 1953, la Convention nationale baptiste canadienne fondée en 1957 et Conférence générale baptiste du Canada en 1981. Ces confession chrétienne regroupent des unions régionales.

## Écoles

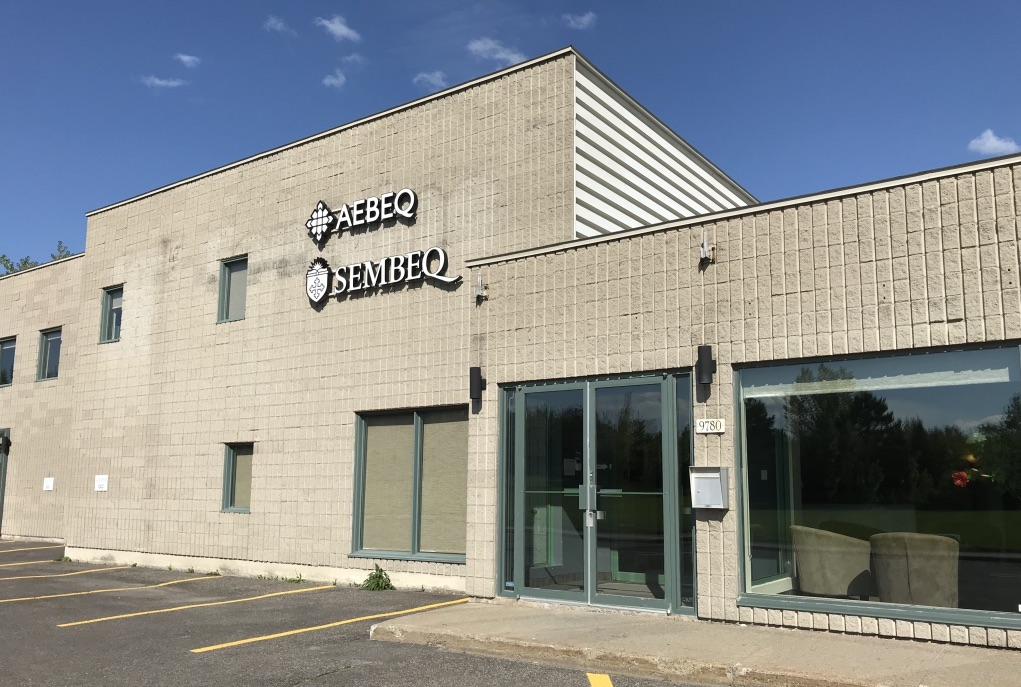
Séminaire baptiste évangélique du Québec, à Montréal.

Les unions régionales des Ministères baptistes canadiens ont participé à la fondation de diverses universités. Il y a eu la fondation de l’Université Acadia par les Canadian Baptists of Atlantic Canada en 1838 , la fondation de l’Université McMaster par la Baptist Convention of Ontario and Quebec en 1881  et de l’Université de Brandon par les Canadian Baptists of Western Canada en 1890 . Seule l’Université Crandall, fondée en 1949, est restée affiliée aux Canadian Baptists of Atlantic Canada .
Les confessions  baptistes ont également fondé plusieurs instituts de théologie au pays. Il y a notamment eu la fondation du Carey Theological College en 1959 à Vancouver, Colombie-Britannique par les Canadian Baptists of Western Canada (Ministères baptistes canadiens) . En 1974, l’Association d'Églises baptistes évangéliques au Québec a fondé le Séminaire baptiste évangélique du Québec à Montréal . En 1982, l’Union d'Églises baptistes francophones du Canada (Ministères baptistes canadiens) a fondé la  Faculté de théologie évangélique à Montréal . L’Association des Églises baptistes évangéliques au Canada a fondé le Heritage College & Seminary en 1993 à Cambridge (Ontario) .

## Statistiques
Selon l’Enquête nationale auprès des ménages de 2011 de Statistique Canada, il y avait 635 840 baptistes dans le pays en 2011 .